# Varanasi (Distrikt)
Der Distrikt Varanasi (Hindi: वाराणसी जिला; früher Benares) ist ein Distrikt des indischen Bundesstaats Uttar Pradesh. Verwaltungszentrum ist die namensgebende Stadt Varanasi.

## Geografie

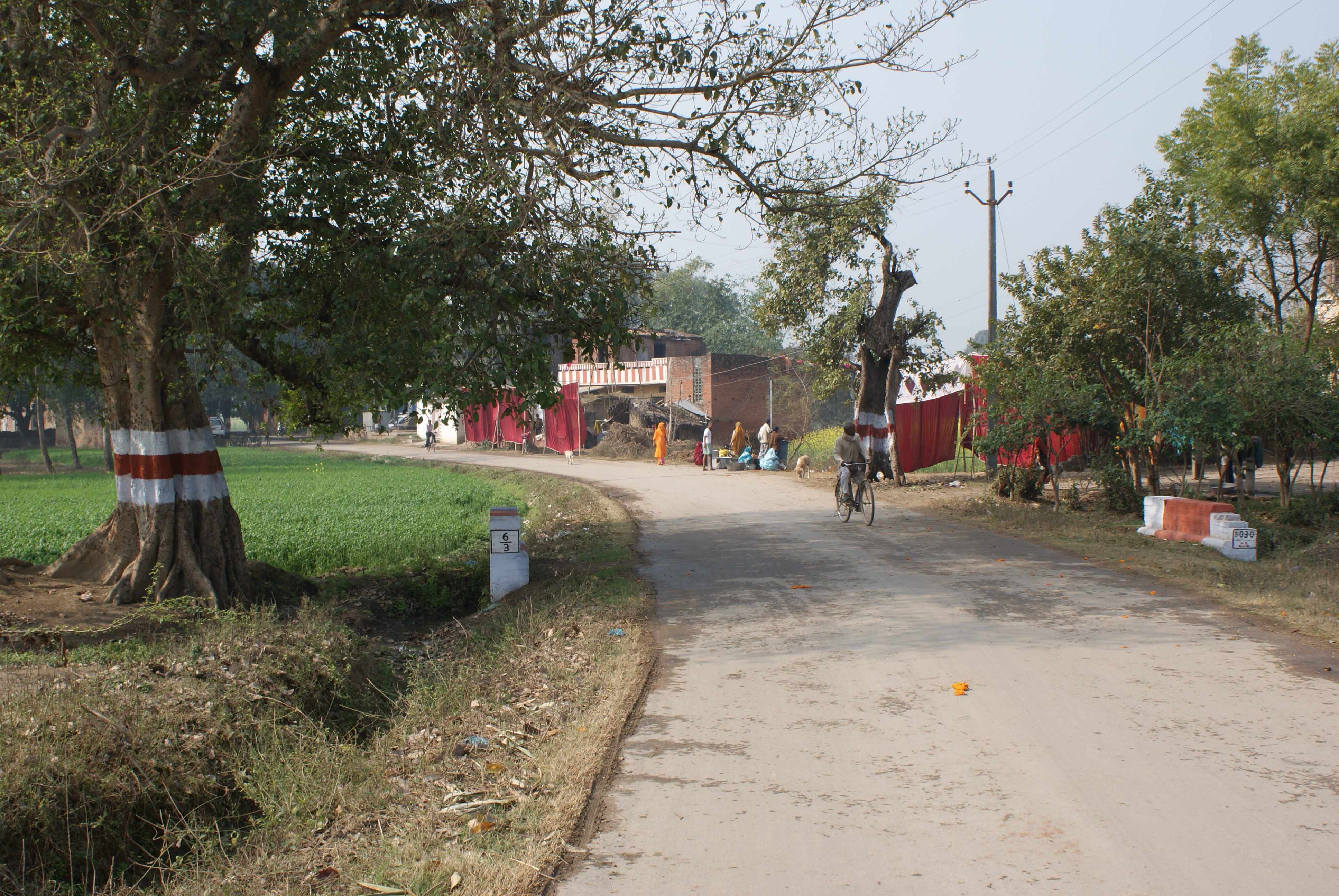
Landstraße nahe Varanasi

Der Distrikt Varanasi liegt in der Gangesebene im Osten Uttar Pradeshs und gehört zur Division Varanasi. Nachbardistrikte sind Ghazipur im Nordosten, Chandauli im Osten, Mirzapur im Süden, Bhadohi im Westen sowie Jaunpur im Nordwesten. Der Ganges, der größte Strom Indiens und heiliger Fluss der Hindus, fließt an Varanasi vorbei und bildet die südöstliche Grenze des Distrikts. Der Nebenfluss Gomti markiert bis zu seiner Mündung in den Ganges streckenweise die Nordostgrenze. Mit einer Fläche von 1.535 Quadratkilometern gehört der Distrikt Varanasi zu den kleineren Distrikten Uttar Pradeshs. Er ist in die zwei Tehsils Pindra und Varanasi unterteilt.

## Geschichte
Der Distrikt Benares (Varanasi) wurde von den Briten eingerichtet, nachdem sie 1794 die Gegend von Varanasi unter ihre Herrschaft gebracht und in Britisch-Indien eingegliedert hatten. Bis 1830 gehörte auch der Distrikt Mirzapur zum Distrikt Benares. Während der britischen Herrschaftszeit war der Distrikt Teil der Ceded and Conquered Provinces (ab 1836 Northwestern Provinces), die 1902 zu einem Teil der United Provinces of Agra and Oudh wurden. Nach der indischen Unabhängigkeit 1947 ging aus den United Provinces der Bundesstaat Uttar Pradesh hervor.
1948 wurde der Fürstenstaat Benares, der aus zwei Exklaven westlich und südöstlich der Stadt Varanasi bestand, in den Distrikt Varanasi eingegliedert. In den 1990er Jahren verkleinerte sich das Gebiet des Distrikts, als 1996 der westliche Teil als Distrikt Bhadohi und ein Jahr später der östliche Teil als Distrikt Chandauli aus dem Distrikt Varanasi gelöst wurden.

## Bevölkerung

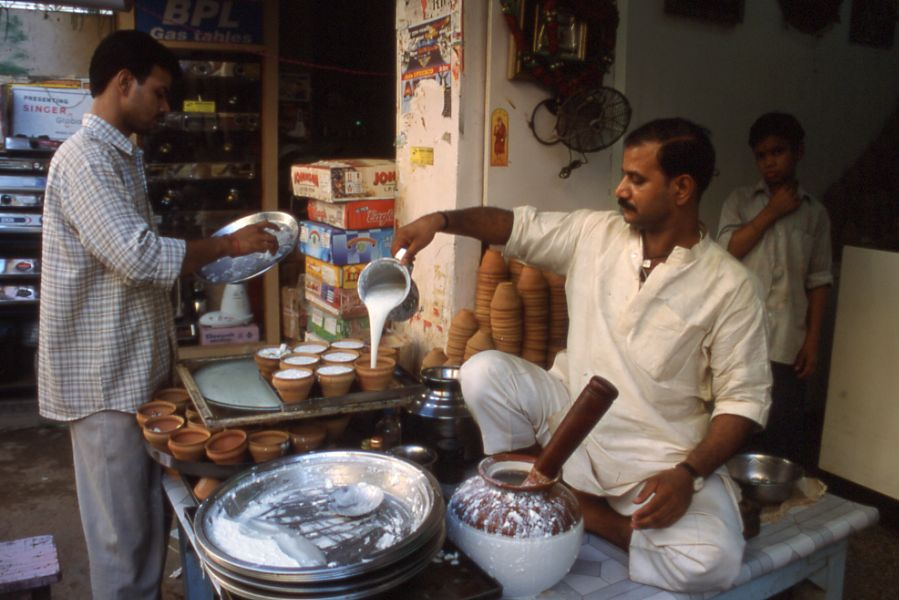
Lassi-Verkäufer in Varanasi

Nach der Volkszählung 2011 hat der Distrikt Varanasi 3.676.841 Einwohner. Zwischen 2001 und 2011 wuchs die Einwohnerzahl um 17 Prozent. Mit Varanasi gehört eine Millionenstadt zum Distrikt, und so sind Bevölkerungsdichte und Urbanisierungsgrad überdurchschnittlich: Die Bevölkerungsdichte ist mit 2.395 Einwohnern pro Quadratkilometer nach dem Distrikt Ghaziabad die zweithöchste aller Distrikte Uttar Pradeshs und beträgt fast das Dreifache des ohnehin schon hohen Durchschnitts des Bundesstaates (829 Einwohner pro Quadratkilometer). Der Anteil der Stadtbevölkerung ist mit 43 Prozent wesentlich höher als in anderen Teilen des ländlich geprägten Bundesstaates (der Mittelwert beträgt nur 22 Prozent). Die Alphabetisierungsquote liegt mit 76 Prozent deutlich über dem Durchschnitt Uttar Pradeshs (68 Prozent).
Nach der Volkszählung 2001 sind 84 Prozent der Einwohner des Distrikts Varanasi Hindus, zum Islam bekennt sich eine Minderheit von 16 Prozent. Die meisten Muslime leben dabei in Varanasi-Stadt: Unter der städtischen Bevölkerung des Distrikts beträgt der muslimische Bevölkerungsanteil fast ein Drittel.

## Kultur und Sehenswürdigkeiten

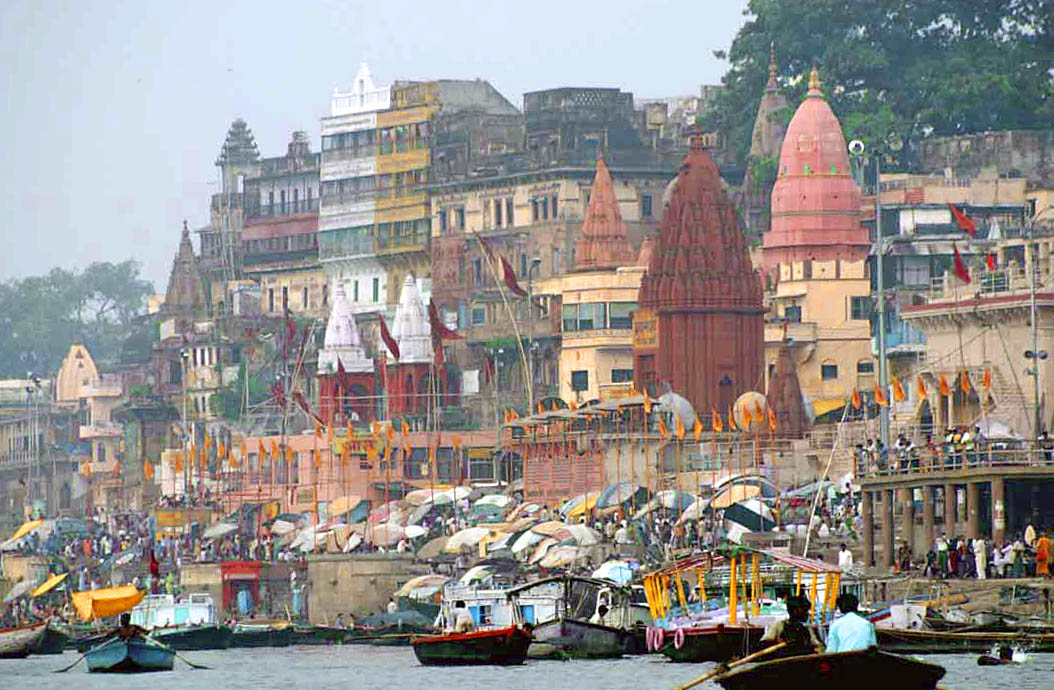
Ghats in Varanasi

Die Stadt Varanasi ist eine der ältesten Städte Indiens und gilt als heiligste Stadt des Hinduismus. Die Stadt zieht mit ihren zahllosen Tempeln und den Ghats am Gangesufer große Mengen sowohl von Hindu-Pilgern als auch ausländischen Touristen an und gehört daher zu den bekanntesten Orten Indiens. Außer der Stadt Varanasi gehören zum Distrikt auch der buddhistische Pilgerort Sarnath, wo der Buddha seine erste Predigt gehalten haben soll, und die gegenüber von Varanasi gelegene Stadt Ramnagar mit der Residenz der Maharajas von Benares.

## Städte
| Stadt                    | Einwohner (2001) |
| ------------------------ | ---------------- |
| Baragaon                 | 10.517           |
| Gangapur                 | 6.388            |
| Kandwa                   | 7.762            |
| Kotwa                    | 12.411           |
| Lohta                    | 19.695           |
| Maruadih Rly. Settlement | 18.733           |
| Phulwaria                | 11.732           |
| Ramnagar                 | 39.941           |
| Shivdaspur               | 11.432           |
| Varanasi                 | 1.100.748        |
| Varanasi Cantonment      | 17.246           |